# Battaglia di Mount Tumbledown
La battaglia di Mount Tumbledown avvenne nella notte tra il 13 e il 14 giugno 1982 durante la guerra delle Falkland, combattuta tra truppe britanniche delle Guardie Scozzesi e marines argentini del 5º Battaglione Fanteria di Marina. È stata una delle ultime battaglie conclusasi con la conquista di Port Stanley, la capitale delle Isole Falkland, la cui conquista ha segnato la fine delle ostilità.

## Retroscena

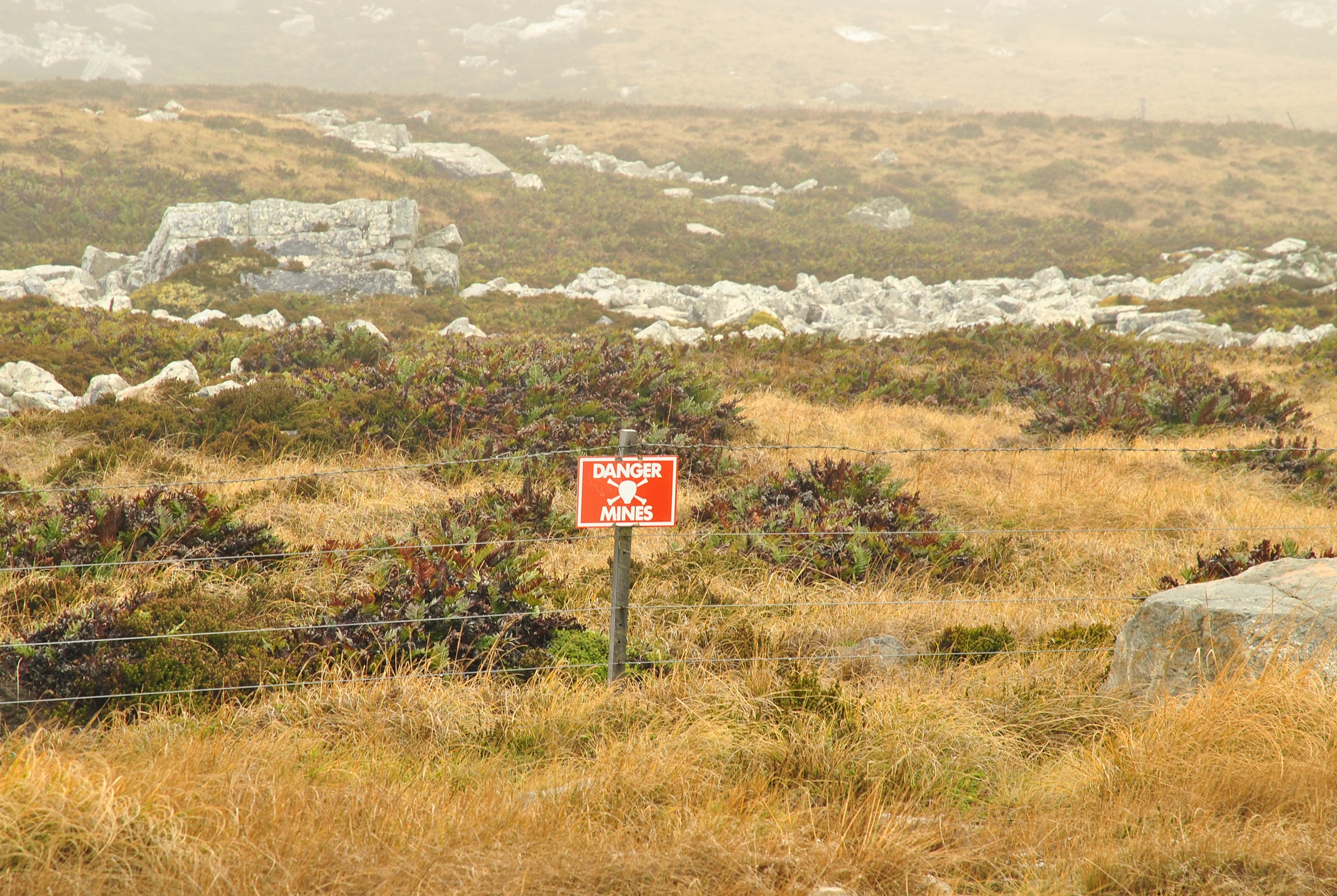
Un cartello posteriore alla guerra indica uno dei tanti campi minati che sbarravano la strada per Port Stanley.

Mount Tumbledown è una delle alture che presidiano l'accesso a Port Stanley, dominando la piccola baia che guarda a sud. Qui erano schierate unità del 5 Battallon de Infanteria de Marina argentino, composto da personale professionista ed uno dei migliori reparti a disposizione del generale Menendez. Poco prima dell'attacco il 7º battaglione di fanteria di marina era stato fortemente rinforzato da genieri d'assalto della marina, da altri due plotoni di fanti di marina, da una compagnia di mitraglieri, una batteria di artiglieria con cannoni senza rinculo da 106 mm e mortai da 60 mm e tre di missili antiaerei Tigercat, il tutto al comando del capitano di fregata Carlos Robacio. La posizione era molto importante per gli argentini perché gli osservatori di artiglieria posti sulla montagna potevano dirigere efficacemente il tiro delle batterie poste intorno a Port Stanley.
Incaricati dell'attacco da parte britannica erano reparti della 5 Brigade, tra cui le Scots Guards provenienti dal disastro di Bluff Cove e il 1st Battalion, 7th Duke of Edinburgh's Own Gurkha Rifles (1/7 GR), oltre ad una squadra di mortai del 42 Commando del Royal Marines ed una sezione dei Blues and Royals (Royal Horse Guards and 1st Dragoons) con due mezzi blindati Scimitar e due Scorpion. 

Azioni finali dell'attacco a Port Stanley, 13 e 14 giugno 1982.

## L'attacco diversivo
Alle 20:30 del 13 giugno il plotone esplorante del 2º battaglione Gurkha venne incaricato di un attacco diversivo, e si inoltrò per le trincee apparentemente deserte; l'attacco doveva essere appoggiato dai quattro mezzi blindati dei Blues and Royals, ma uno di essi saltò in aria su un campo minato ed il comandante della squadra blindata non ritenne di poter proseguire, pertanto la fanteria proseguì autonomamente; improvvisamente si scatenò la reazione argentina il cui fuoco ferì quattro soldati e ne uccise due; il comandante, maggiore Richard Bethell (un ex membro del SAS), dopo aver sostenuto un intenso conflitto a fuoco con i fanti di marina argentini, fece ritirare il suo gruppo. La distanza era così serrata che gli argentini dovettero sospendere il tiro di artiglieria per non colpire le proprie posizioni. Bethell venne ferito egli stesso da una granata lanciata da un fante di marina già ferito, che contemporaneamente Bethell abbatté con una raffica di mitra, ed altri soldati vennero ferito rientrando nelle postazioni inglesi, uno saltando in aria sul campo minato che veniva riattraversato.

## La battaglia
Mentre l'attacco diversivo sulle posizioni argentine della compagnia O (Obra) tra il monte Tumbledown ed il mare si stava svolgendo, alle 21 le tre compagnie del 2° Scots Guards (G, Left Flank e Right Flank) partivano all'attacco delle posizioni tenute dalla compagnia N (Nacar) rinforzata dai genieri e dai mitraglieri. Le truppe erano appoggiate dal fuoco delle fregate Yarmouth ed Active. La compagnia G all'inizio si inoltrò in posizioni apparentemente sguarnite, ma improvvisamente i plotoni di fanti di marina che presidiavano i bunker aprirono un pesante fuoco di mortai, granate, mitragliatrici ed armi leggere verso i britannici. I britannici risposero con razzi M72 LAW da 66 mm e anticarro da 84 mm ed il combattimento si protrasse per quattro o cinque ore.
Nell'attacco finale, dopo che aveva guidato i suoi uomini all'attacco delle trincee e sabotato varie mitragliatrici e mortai, venne gravemente ferito Robert Lawrence, tenente delle Guardie Scozzesi, che venne evacuato in elicottero solo sei ore più tardi; sopravvisse e scrisse un libro, When the Fighting Is Over: A Personal Story of the Battle for Tumbledown Mountain and Its Aftermath sul quale è stato basato il film Tumbledown.

## La fine
Subito dopo, il generale Mario Menendez via radio inviò al comando argentine la richiesta di resa con gli onori delle armi. Il general Héctor Iglesias risposero che avrebbero accettato solo una resa condizionata. Solo quando nella serata giunse da Port Stanley l'ordine di cessare il combattimento. Robacio ordinò la distruzione di tutte le armi pesanti e automatiche, per evitarne l'utilizzo da parte del nemico. I reparti paracadutisti in forza alla Brigata meccanizzata "Tenente Generale Nicolas Levalle" che operavano nel nord (sottotentente Gustavo Aimara) continuarono a combattere anche dopo la resa dei argentine fino al completo esaurimento delle munizioni. Nella prima serata il generale Jeremy Moore inviò suoi emissari al comando argentine per ricevere le condizioni di resa.

## Filmografia
La battaglia di Mount Tumbledown è stata anche raccontata dal film per la televisione della BBC Tumbledown, interpretato da Colin Firth nel ruolo del tenente Robert Lawrence.